# L'Arvor
Le cinéma Arvor est un cinéma d'art et d'essai situé à Rennes. C'est un cinéma associatif créé en 1983.

## Situation et accès
L'Arvor est situé au sud de la gare de Rennes dans le quartier EuroRennes au 11 rue de Châtillon.
Il est desservi par les lignes A et B du métro, via la station Gares. L'arrêt de bus Gare Sud Féval est desservi par les lignes de bus C3 et 12. Une station de vélo en libre-service est disponible au pied du cinéma.

## Histoire
Le Cinéma Arvor déménage au 29 rue d'Antrain à Rennes en janvier 1983, après un conflit qui l'opposait au diocèse au sujet de la programmation. L'Arvor était précédemment installé dans une ancienne salle de patronage situé rue Saint-Hélier. 
Son déménagement en 2021 rue de Châtillon, près de la gare de Rennes, permet de mettre en exploitation cinq salles au lieu de deux.
Ce cinéma est dirigé par un conseil d'administration bénévole dont le président est Patrick Fretel et le directeur Eric Gouzannet. Le cinéma est programmé par Ciné-diffusion.
Le changement de lieu a amorcé une progression de la fréquentation : l'Arvor enregistre 107 000 entrées en 2021, année affectée par la pandémie de Covid-19, puis 170 000 entrées en 2022. Au milieu de l'année 2023, le cinéma enregistre déjà 140 000 entrées.

## Festivals et partenariats
Il accueille des projections de plusieurs festivals, dont le festival Caméras Rebelles, autour de l'actualité des droits humains et du festival Travelling, mettant en avant un pays différent à chaque édition, ou encore le festival national du film d'animation.
En 2022, le cinéma organise chaque mois, en partenariat avec les associations Dizale et Skol an Emsav, des projections de films en version bretonne sous-titrée français, pour promouvoir la langue locale.

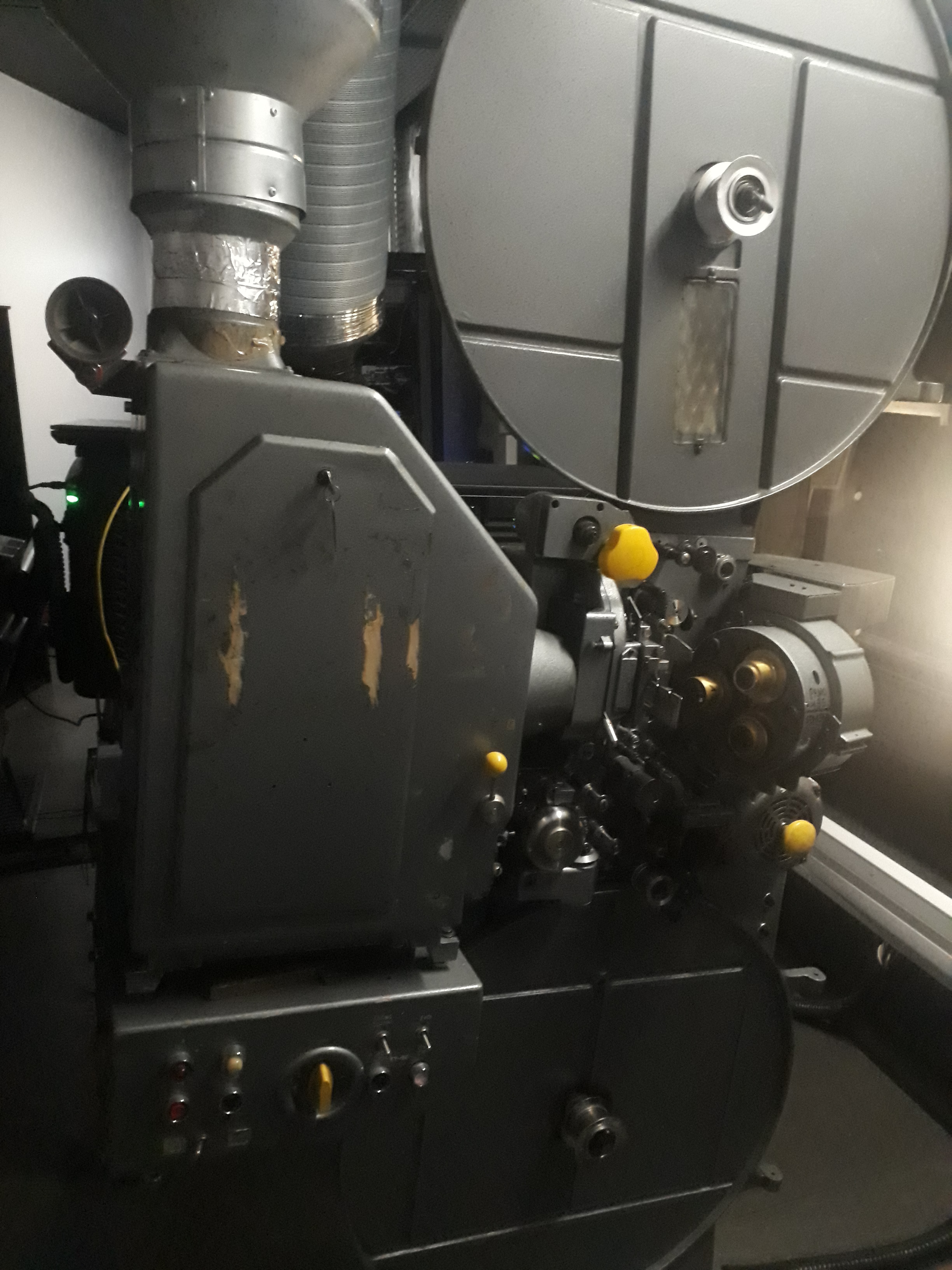
projecteur de l'Arvor